# Europameisterschaften im Bogenschießen 2000
Die Europameisterschaften im Bogenschießen 2000 wurden vom 14. bis 18. Juni in der türkischen Stadt Antalya ausgetragen.

## Ergebnisse

### Recurvebogen
| Disziplin         | Gold                                                       | Silber                                                    | Bronze                                                      |
| ----------------- | ---------------------------------------------------------- | --------------------------------------------------------- | ----------------------------------------------------------- |
| Männer Einzel     | Balschinima Zyrempilow                                     | Ilario Di Buò                                             | Jocelyn de Grandis                                          |
| Frauen Einzel     | Natalia Nasaridze                                          | Natalja Bolotowa                                          | Hanna Karassjowa                                            |
| Männer Mannschaft | Türkei Özdemir Akbal Hasan Orbay Serdar Şatir              | Niederlande Henk Vogels Wietse van Alten Fred van Zutphen | Frankreich Sébastien Flûte Lionel Torrés Jocelyn de Grandis |
| Frauen Mannschaft | Türkei Natalia Nasaridze Elif Çahlıyan Zekiye Keskin Şatır | Deutschland Sandra Sachse Britta Bühren Barbara Kegelmann | Italien Cristina Ioriatti Natalia Valeeva Irene Franchini   |

### Compoundbogen
| Disziplin         | Gold                                                   | Silber                                                        | Bronze          |
| ----------------- | ------------------------------------------------------ | ------------------------------------------------------------- | --------------- |
| Männer Einzel     | Simon Tarplee                                          | Tibor Ondrik                                                  | Michael Peart   |
| Frauen Einzel     | Irma Luyting                                           | Fátima Agudo                                                  | Claire Trenaman |
| Männer Mannschaft | Slowenien Dejan Sitar Vlado Sitar Štefan Ošep          | Ungarn Tibor Ondrik János Povázson Antal Szokol               | Großbritannien  |
| Frauen Mannschaft | Niederlande Irma Luyting Annemarie Puts Olga Zandvliet | Frankreich Valérie Fabre Catherine Pellen Sandrine Vandionant | Großbritannien  |

## Medaillenspiegel
| Platz  | Land           | Gold | Silber | Bronze | Gesamt |
| ------ | -------------- | ---- | ------ | ------ | ------ |
| 1      | Türkei         | 3    | 0      | –      | 3      |
| 2      | Niederlande    | 2    | 1      | –      | 3      |
| 3      | Russland       | 1    | 1      | –      | 2      |
| 4      | Großbritannien | 1    | –      | 4      | 5      |
| 5      | Slowenien      | 1    | –      | –      | 1      |
| 6      | Ungarn         | –    | 2      | –      | 2      |
| 7      | Frankreich     | –    | 1      | 2      | 3      |
| 8      | Italien        | –    | 1      | 1      | 2      |
| 9      | Deutschland    | –    | 1      | –      | 1      |
| 9      | Spanien        | –    | 1      | –      | 1      |
| 11     | Belarus        | –    | –      | 1      | 1      |
| Gesamt | Gesamt         | 8    | 8      | 8      | 24     |